# Timo Schisanowski

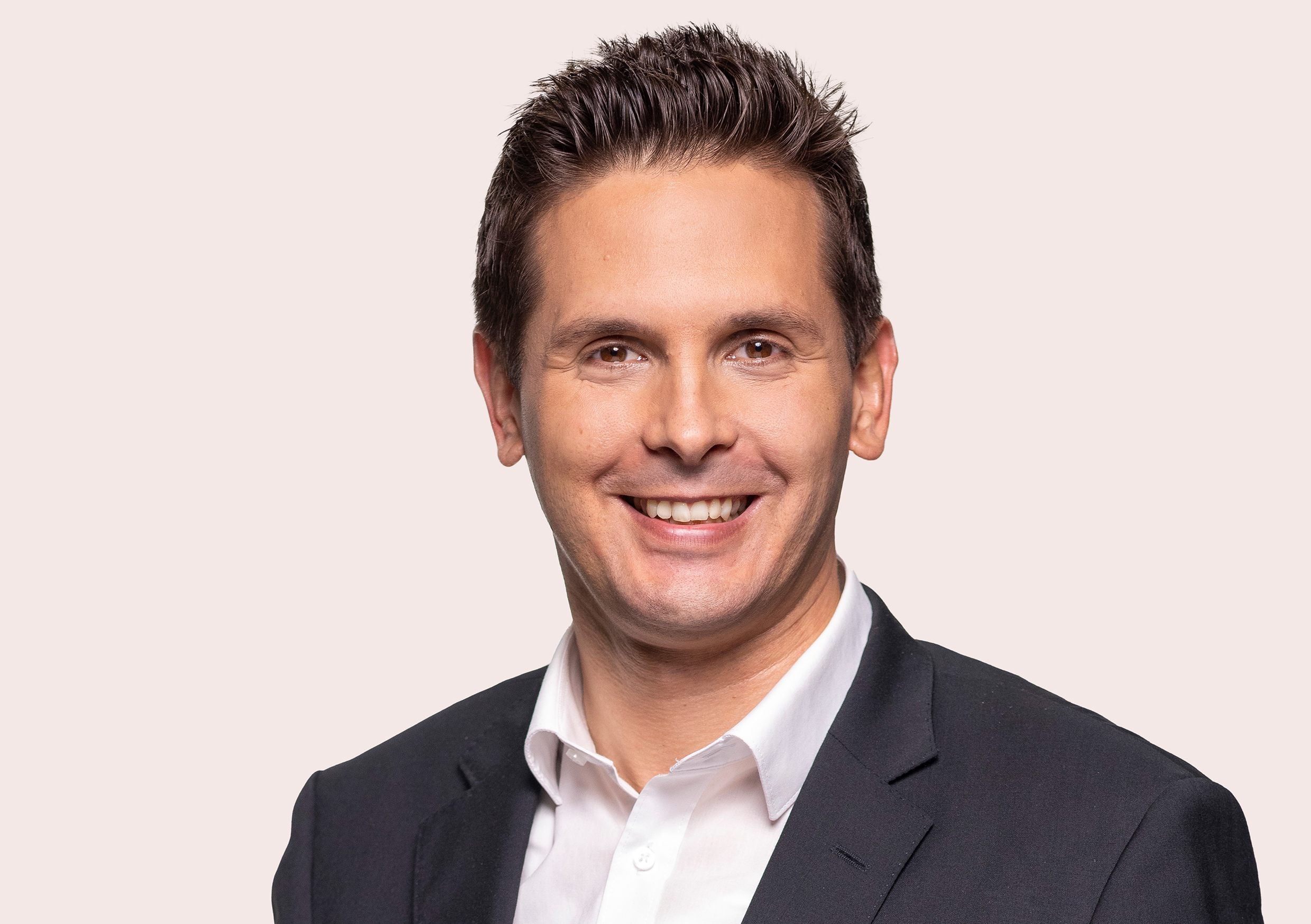
Timo Schisanowski (2021)

Timo Schisanowski (* 27. August 1981 in Hagen-Haspe) ist ein deutscher Politiker (SPD) und war von 2021 bis 2025 Mitglied des Deutschen Bundestages.

## Ausbildung und Beruf
Schisanowski wurde im Heilig-Geist-Spital in Haspe als Kind einer Arbeiterfamilie geboren. Sein Vater ist Bäcker und seine Mutter Erzieherin. Er wuchs gemeinsam mit einem jüngeren Bruder auf. Er erhielt sein Abitur am Christian-Rohlfs-Gymnasium Hagen. Danach absolvierte er seinen Zivildienst im St.-Josefs-Hospital in Hagen-Altenhagen. Später studierte er Rechtswissenschaft an der Ruhr-Universität Bochum und der Fernuniversität in Hagen.
Danach war er als Wirtschaftsjurist in Bochum bei der VBW Bauen und Wohnen GmbH als Geschäftsstellenleiter der gemeinnützigen VBW Stiftung tätig.

## Politische Tätigkeiten
Timo Schisanowski ist seit 2000 Mitglied der SPD. Er war Hagener Juso-Vorsitzender. Seit 2012 ist er Parteivorsitzender des SPD-Unterbezirks Hagen. Von 2004 bis 2012 war er Mitglied im Rat der Stadt Hagen, stets direkt gewählt in Haspe. Seit 2020 ist er erneut als direkt gewähltes Mitglied aus Haspe im Rat der Stadt Hagen. Zudem ist er seit 2020 Mitglied im Ruhrparlament.
Bei der Bundestagswahl 2021 gewann er das Direktmandat im Bundestagswahlkreis Hagen – Ennepe-Ruhr-Kreis I mit 33,3 % der Erststimmen und zog damit in den 20. Deutschen Bundestag ein. Er hatte sich bei einer Abstimmung der SPD-Vertreterversammlung des Wahlkreises im Dezember 2020 knapp gegen René Röspel durchgesetzt, der für die SPD 23 Jahre lang Mitglied des Bundestages gewesen war. Zudem kandidierte Schisanowski auf Platz 51 der Landesliste der SPD Nordrhein-Westfalen.
Schisanowski war ordentliches Mitglied im Ausschuss für Wohnen, Stadtentwicklung, Bauwesen und Kommunen.
Bei der Bundestagswahl 2025 verpasste Schisanowski den Wiedereinzug in den Bundestag. Schisanowski verlor sein Direktmandat an Tijen Ataoğlu von der CDU. Schisanowski ist damit der erste SPD-Kandidat seit 1957, der das Direktmandat für diesen Wahlkreis nicht für die Sozialdemokraten gewinnen konnte.
Nach Ende seiner Mitgliedschaft im Deutschen Bundestag nahm Schisanowski eine Tätigkeit in der politischen Interessenvertretung für den Immobilienkonzern Vonovia auf.

## Mitgliedschaften
Schisanowski ist Mitglied bei der Arbeiterwohlfahrt, bei Arbeit schaffen in Haspe, in Hackebämmels Enkel, Hasper Heimat und Brauchtum Verein (HHBV), im Hasper SV und seit Oktober 2022 Vorsitzender des nordrhein-westfälischen Landesverbandes des Reichsbanners Schwarz-Rot-Gold. Zudem ist er Förderer von Amnesty International.

## Kontroversen
Im Januar 2022 wurde bekannt, dass Schisanowski im Wahlkampf 2021 unrechtmäßig ein Bild der Flutkatastrophe im Juni 2021 vom freien Journalisten Alex Talash für seinen Auftritt auf Facebook und Instagram genutzt hatte. Aufgrund der Urheberrechtsverletzung musste Schisanowski circa 5500 Euro zahlen.